# Csatár, Zala
Csatár  este un sat în districtul Zalaegerszeg, județul Zala, Ungaria, având o populație de 550 de locuitori (2011). 

## Demografie
Componența etnică a satului Csatár
     Maghiari (97,22%)
     Romi (1,19%)
     Necunoscut (0,99%)
     Germani (0,6%)
     Alții (0,99%)
Componența confesională a satului Csatár
     Romano-catolici (73,09%)
     Fără religie (7,82%)
     Reformați (1,45%)
     Necunoscută (17,64%)
     Alte religii (0,73%)
Conform recensământului din 2011, satul Csatár avea 550 de locuitori. Din punct de vedere etnic, majoritatea locuitorilor (97,22%) erau maghiari, cu o minoritate de romi (1,19%). Apartenența etnică nu este cunoscută în cazul a 0,99% din locuitori.  Din punct de vedere confesional, majoritatea locuitorilor (73,09%) erau romano-catolici, existând și minorități de persoane fără religie (7,82%) și reformați (1,45%). Pentru 17,64% din locuitori nu este cunoscută apartenența confesională.